# Средний размер оплаты труда
Средний размер оплаты труда (также средняя зарплата) — макроэкономический показатель, вычисляемый как среднее арифметическое значение заработных плат определённой группы работающего населения.
В частности, Средний национальный доход (то есть средний размер оплаты труда в государстве) вычисляется как сумма зарплат всего работающего населения, делённая на количество работающего населения. Это не то же самое, что и валовой внутренний продукт (ВВП), потому что в ВВП включены все категории населения и цены всех товаров и услуг.
Средний размер оплаты труда учитывает как очень высокие зарплаты, так и очень низкие. Получившаяся величина вовсе не обязательно будет отражать зарплату «среднего» работника.
При сопоставлении аналогичных показателей разных государств надо учитывать, что именно отражено в статистике: номинальные зарплаты до налогообложения или после частичного налогообложения. Например, публикуемые Росстатом средние номинальные зарплаты учитывают доходы работников до выплаты НДФЛ, но после отчислений обязательных страховых взносов, включая «замороженную» с 2014 года часть выплачиваемую работником на накопительную пенсию. Индивидуальные предприниматели и физлица оплачивают страховые взносы и НДФЛ самостоятельно и по другим ставкам, нежели юридические лица.

## Медиана
Вместо среднего арифметического нередко используется медианная величина. Медиана менее чувствительна к статистическим выбросам.
Медианные зарплаты в отличие от средних показывают сколько всего работников в стране получают такой доход в пропорции — 50 % работников в стране получают меньше указанной суммы, а 50 % больше. Именно медианная зарплата в стране, по всем работникам, реально показывает «среднюю» зарплату у типичного «среднего» работника. Росстат только недавно начал рассчитывать медианную зарплату в стране, но не публикует её официально, в отличие, к примеру, от США, где эта методика используется много десятилетий и публично доступна, обратите внимание, что там показан чистый доход по годам(«net», после налогообложения). Хорошо видно, что медианная зарплата(доход) в США всегда, по всей представленной временной выборке, значительно ниже средней.
Примерно оценить медианную номинальную зарплату можно по данным Росстата из выборки средней заработной платы по 10-процентным группам работников. Медианная зарплата грубо получается сложением 5/6 10 % группы (колонки) и делением суммы на 2. Так можно оценить примерную медианную зарплату в России с 2000 года. Но это данные без учёта доходов ИП и физлиц, только по огранизациям(юрлицам). С учётом этих групп работников публичных данных Росстата нет, но как показали ниже приведённые данные с 2015 года, в таблице «Средние номинальные зарплаты в России», имеющиеся на сайте Росстата, реальные средние (а значит и медианные) зарплаты, с учётом всех работников, значительно ниже тех, что рассчитываются по данным только организаций(юрлиц).

## Средние номинальные зарплаты в России
| Год  | В рублях (организации)) | В долларах (расчёт по среднегодовому курсу, организации) | Среднегодовой курс доллара | В рублях (все работники в РФ) | В долларах (расчёт по среднегодовому курсу, все работники в РФ) |
| ---- | ----------------------- | -------------------------------------------------------- | -------------------------- | ----------------------------- | --------------------------------------------------------------- |
| 1991 | 548                     |                                                          |                            |                               |                                                                 |
| 1992 | 6000                    |                                                          |                            |                               |                                                                 |
| 1993 | 58700                   |                                                          |                            |                               |                                                                 |
| 1994 | 220400                  |                                                          |                            |                               |                                                                 |
| 1995 | 472400                  |                                                          |                            |                               |                                                                 |
| 1996 | 790200                  |                                                          |                            |                               |                                                                 |
| 1997 | 950200                  | 165                                                      | 5775.6                     |                               |                                                                 |
| 1998 | 1051                    | 108                                                      | 9.77                       |                               |                                                                 |
| 1999 | 1523                    | 62                                                       | 24.62                      |                               |                                                                 |
| 2000 | 2223                    | 79                                                       | 28.12                      |                               |                                                                 |
| 2001 | 3240                    | 111                                                      | 29.17                      |                               |                                                                 |
| 2002 | 4360                    | 139                                                      | 31.35                      |                               |                                                                 |
| 2003 | 5499                    | 179                                                      | 30.68                      |                               |                                                                 |
| 2004 | 6740                    | 234                                                      | 28.81                      |                               |                                                                 |
| 2005 | 8555                    | 303                                                      | 28.29                      |                               |                                                                 |
| 2006 | 10634                   | 391                                                      | 27.18                      |                               |                                                                 |
| 2007 | 13593                   | 532                                                      | 25.57                      |                               |                                                                 |
| 2008 | 17290                   | 695                                                      | 24.87                      |                               |                                                                 |
| 2009 | 18638                   | 587                                                      | 31.73                      |                               |                                                                 |
| 2010 | 20952                   | 690                                                      | 30.37                      |                               |                                                                 |
| 2011 | 23369                   | 795                                                      | 29.39                      |                               |                                                                 |
| 2012 | 26629                   | 857                                                      | 31.09                      |                               |                                                                 |
| 2013 | 29792                   | 935                                                      | 31.85                      |                               |                                                                 |
| 2014 | 32495                   | 844                                                      | 38.49                      |                               |                                                                 |
| 2015 | 34030                   | 557                                                      | 61.00                      | 30694                         | 502                                                             |
| 2016 | 36709                   | 556                                                      | 67.00                      | 32633                         | 534                                                             |
| 2017 | 39167                   | 672                                                      | 58.34                      | 34574                         | 593                                                             |
| 2018 | 43724                   | 692                                                      | 62.74                      | 37889                         | 599                                                             |
| 2019 | 47867                   | 739                                                      | 64.72                      | 39921                         | 616                                                             |
| 2020 | 51344                   | 708                                                      | 72.18                      | 42366                         | 584                                                             |
| 2021 | 57244                   | 777                                                      | 73.66                      | 45936                         | 623                                                             |
| 2022 | 65338                   | 953                                                      | 68.54                      | 50702                         | 740                                                             |
| 2023 | 74854                   | 873                                                      | 85.30                      | 57210                         | 671                                                             |

## Комментарии
1. ↑  С 2015 года Росстат публикует данные по номинальным зарплатам дополнительно по ИП и физлицам, это снизило средную номинальную зарплату по стране
2. ↑  В 1998 году была проведена деноминация денежных знаков в соотношении 1:1000.